# Вайсвасер
Вайсвасер (на немски: Weißwasser; на горнолужишки: Běła Woda) е град в Германия, разположен в окръг Гьорлиц, провинция Саксония. Към 31 декември 2011 година населението на града е 18 592 души.